# Dysponetus bulbosus
Dysponetus bulbosus är en ringmaskart som beskrevs av Hartmann-Schröder 1982. Dysponetus bulbosus ingår i släktet Dysponetus och familjen Chrysopetalidae. Inga underarter finns listade i Catalogue of Life.